# Fundacja Galerii Foksal
Fundacja Galerii Foksal – powołana w 1997 przez Joannę Mytkowską (ur. 1971, od 2007 dyrektorka Muzeum Sztuki Nowoczesnej w Warszawie), Andrzeja Przywarę (ur. 1968, prezes Fundacji) i Adama Szymczyka (ur. 1970, od 2003 dyrektor Kunsthalle Basel) oraz ówczesnego dyrektora Galerii Foksal Wiesława Borowskiego, który był pierwszym prezesem Fundacji, zanim młodzi kuratorzy nie postanowili odciąć się od macierzystej publicznej galerii tworząc komercyjną galerię sztuki.
Po odłączeniu się od Galerii Foksal, która funkcjonuje nadal w swojej legendarnej siedzibie w lewym skrzydle Pałacyku Zamojskich na ulicy Foksal w 2001 roku, Fundacja w składzie Mytkowska, Przywara, Szymczyk przeniosła się do budynku przy ulicy Górskiego 1A w Warszawie gdzie do dziś znajduje się jej siedziba i galeria.
Celem FGF jest realizowanie i wspieranie różnego typu działań istotnych dla sztuki współczesnej. W związku z tym organizuje ona wystawy, przygotowuje publikacje, pomaga artystom w realizacji projektów, promuje ich działania w Polsce i za granicą. W 2000 roku, kiedy Fundacja była jeszcze połączona z Galerią Foksal, zrealizowała ona akcję Pawła Althamera Bródno 2000. W tym samym roku po raz pierwszy wzięła udział w międzynarodowych targach sztuki (Liste, Bazylea).
Pierwszą wystawą, jaką zrealizowała we własnej siedzibie przy ul. Górskiego była inspirowana biografia i twórczością Robertem Walserem wystawa Walk Till the End of World, w której udział wzięli: Francis Alÿs, Paweł Althamer, Cezary Bodzianowski, Tom Friedman, Franziska Furter, Richard Wright, Piotr Uklański.
Przez następne lata Fundacja organizowała wiele wystaw indywidualnych (swoje prezentacje mieli tam m.in. Paweł Althamer, Jack Goldstein, Santiago Sierra, Katarzyna Józefowicz, Wilhelm Sasnal, Felix Gonzales Torres, Monika Sosnowska, Berta Fisher, Goshka Macuga, Cezary Bodzianowski, Artur Żmijewski, Mirosław Bałka) i zbiorowych, z których część odbyła się poza siedzibą (m.in. Ukryte w Słońcu, Cieszyn, Hotel „Pod Brunatnym Jeleniem”, 2004; Prym, BWA Zielona Góra, 2004).
Fundacja realizuje projekty w przestrzeni publicznej (Nowa Popularna, kawiarnia i miejsce spotkań prowadzone przez Paulinę Ołowską i Lucy McKenzie, 2003; instalacja Thomasa Hirschhorna na Saskiej Kępie w Warszawie; ratowanie neonu Siatkarka przez Ołowską na placu Konstytucji w Warszawie, 2006) oraz wydaje lub współpracuje przy opracowywaniu publikacji o sztuce współczesnej i klasykach polskiej awangardy, m.in.:
- Cezary Bodzianowski, red. J. Mytkowska, Warszawa 2003;
- Ku Formie Otwartej. Oskar Hansen, red. Jola Gola, Warszawa 2005;
- B. Majchrowska, A. Szymczyk, Tadeusz Rolke. Fotografie 1944 – 2005, Warszawa 2006;
- Henryk Stażewski. Ekonomia myślenia, oprac. M. Jurkiewicz, J. Mytkowska, W. Borowski, A. Turowski, FGF, Galeria Foksal, Warszawa 2006

Fundacja, jako komercyjna galeria, cyklicznie bierze udział w targach sztuki, m.in. Art Basel w Bazylei, Frieze Art Fair w Londynie.
Artyści reprezentowani przez Fundację Galerii Foksal: Paweł Althamer, Cezary Bodzianowski, Piotr Janas, Katarzyna Józefowicz, Robert Kuśmirowski, Edward Krasiński, Anna Molska, Anna Niesterowicz, Paulina Ołowska, Wilhelm Sasnal, Monika Sosnowska, Sergei Tcherepnin, Piotr Uklański, Jakub Julian Ziółkowski, Artur Żmijewski.
Pod opieką Fundacji Galerii Foksal znajduje się studio artystów Henryka Stażewskiego i Edwarda Krasińskiego na ostatnim piętrze jednego z bloków przy al. Solidarności w Warszawie, otwartego dla publiczności jesienią 2007 roku jako Instytut Awangardy.